# Lingfield (Surrey)
Lingfield – wieś w Anglii, w hrabstwie Surrey, w dystrykcie Tandridge. Leży 38 km na południe od centrum Londynu. Miejscowość liczy 4215 mieszkańców.